# Discoglypremna caloneura
Discoglypremna caloneura är en törelväxtart som först beskrevs av Ferdinand Albin Pax, och fick sitt nu gällande namn av David Prain. Discoglypremna caloneura ingår i släktet Discoglypremna och familjen törelväxter. Inga underarter finns listade i Catalogue of Life.